# Racing Gears Advance
Racing Gears Advance est un jeu vidéo de course développé par Orbital Media, sorti en 2004 sur Game Boy Advance.

## Accueil
- GameSpot : 8,5/10[1]
- IGN : 8,9/10[2]